# Miloslav
Miloslav je moško osebno ime.

## Izvor imena
Ime Miloslav je različica koških osebnih imen Milan, Miloš oziroma različica ženskega imena Milena.

## Pogostost imena
Po podatkih Statističnega urada Republike Slovenije je bilo na dan 31. decembra 2007 v Sloveniji število moških oseb z imenom Miloslav: 11.

## Osebni praznik
Osebe z imenom Miloslav lahko godujejo takrat kot osebe, ki imajo imena iz katerih je ime Miloslav izpeljano.